# Llista de cims dels Prepirineus

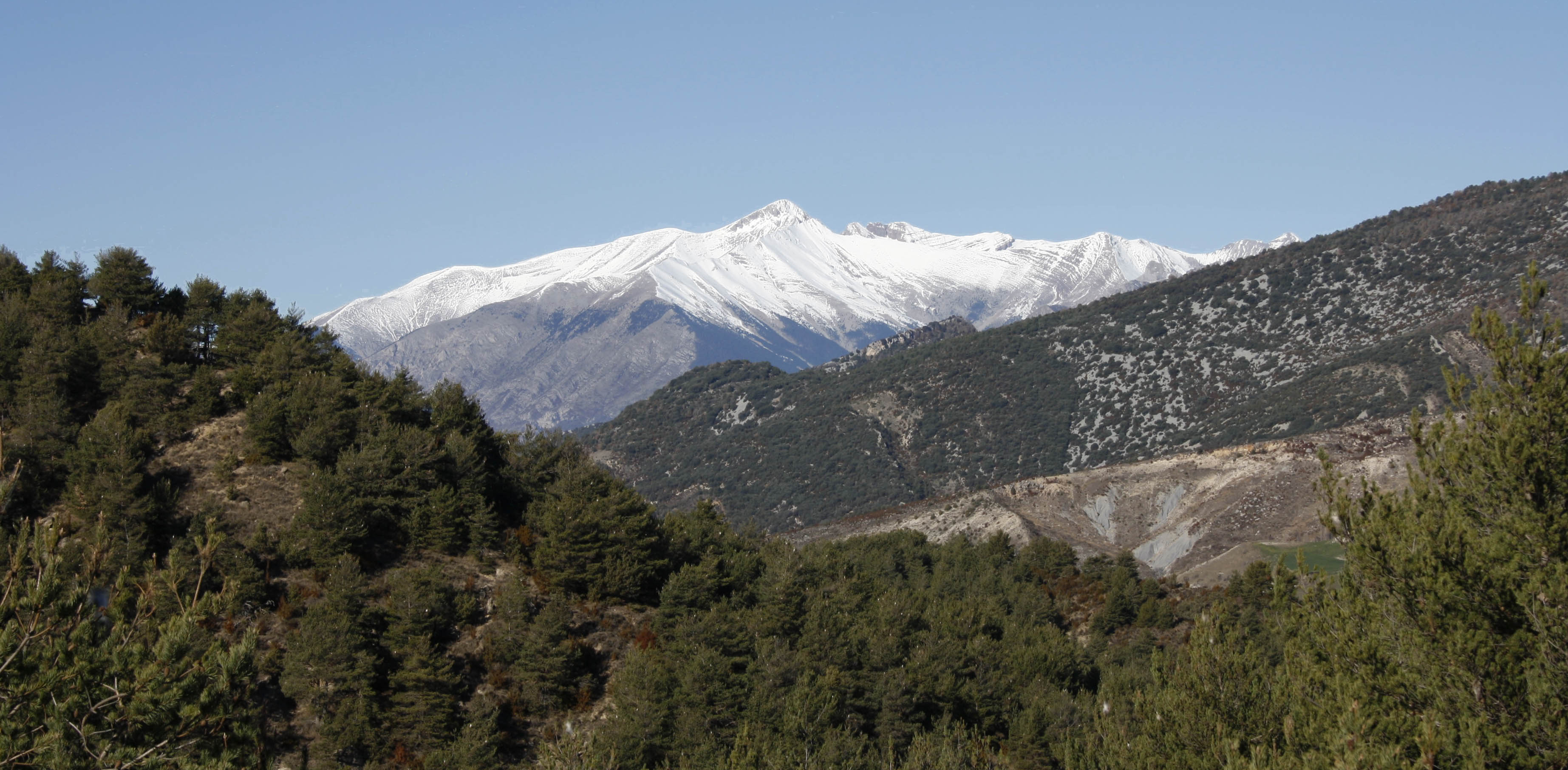
Cim Cotiella, vist des de la Serra del Jordal

Un cim és la part més alta d'un turó o muntanya. Els Prepirineus no són només un conjunt de serres muntanyoses situades paral·lelament a banda i banda del Pirineu axial, sinó un conjunt de serres, enmig de les quals hi ha valls, congosts, rius, collades i cims.

## Cims principals dels Prepirineus septentrionals
- Pic de Bugarac (1.231 metres).[2]

## Cims principals dels Prepirineus meridionals
- Amariedo.[3] (o Amorriador) amb 1.791 metres.
- Jordal (1.553 metres).[4]
- Puig de Bassegoda.[5]
- Turó de Castelltallat (1.274 metres).[6]
- El Cimadal.[7]
- Els Cloterons (2.179 metres).[8]
- Pic de Costa Cabirolera (2.604 metres).[9]
- Cotiella (2.912 metres).
- Tossal d'Estivella (2.337 metres).[10]
- Pui de Lleràs (1.692 metres).[11]
- El Montcal (546 metres).[12]
- Montcau (les Valls d'Aguilar) (1.797 metres).[13]
- Roc de Sant Aventí.[14]
- Sant Quir (1.791 metres).[15]
- El Turbó.[16]
- El Vulturó (2.348 metres).[17]

## Imatges

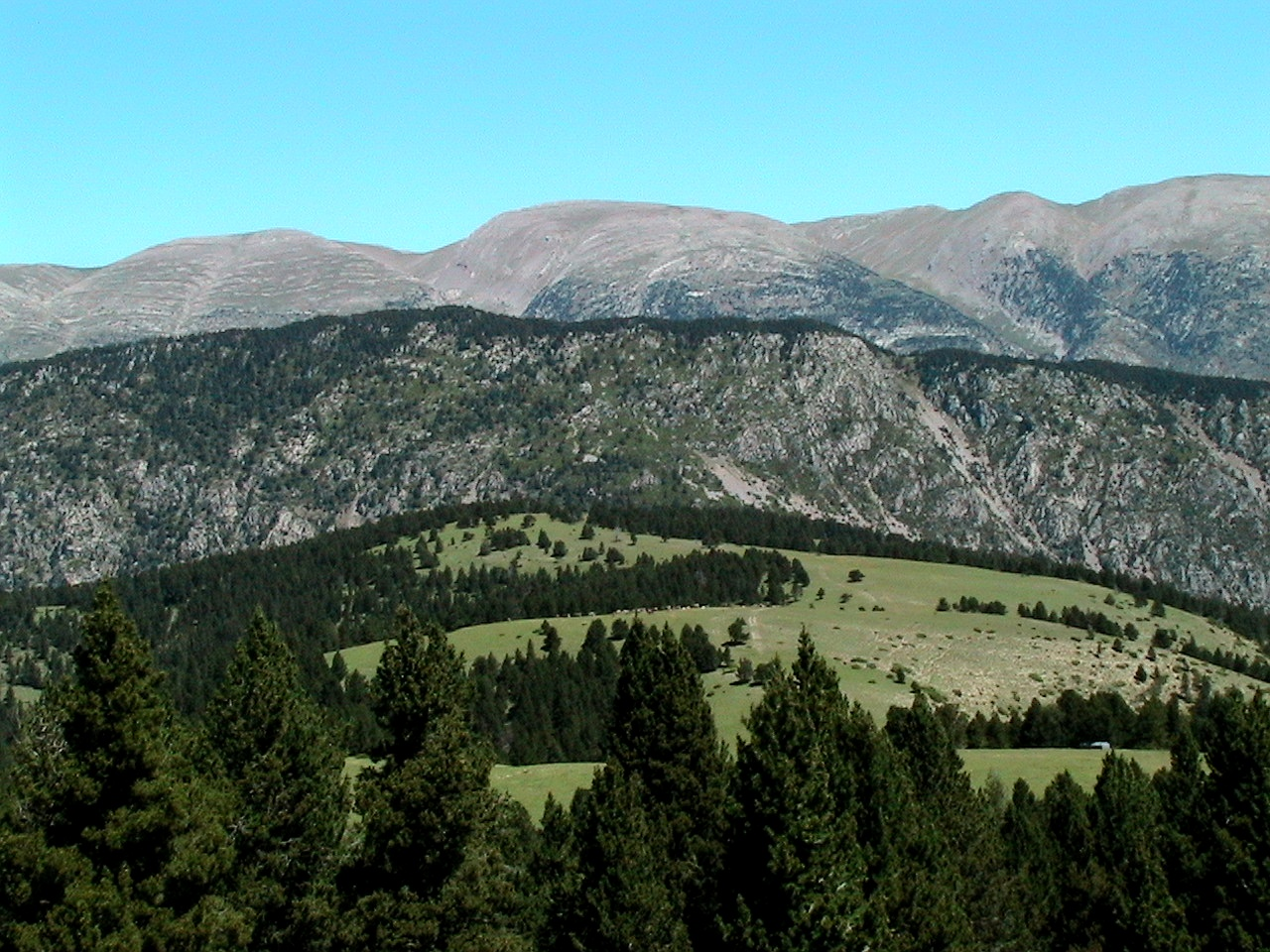
Els Cloterons
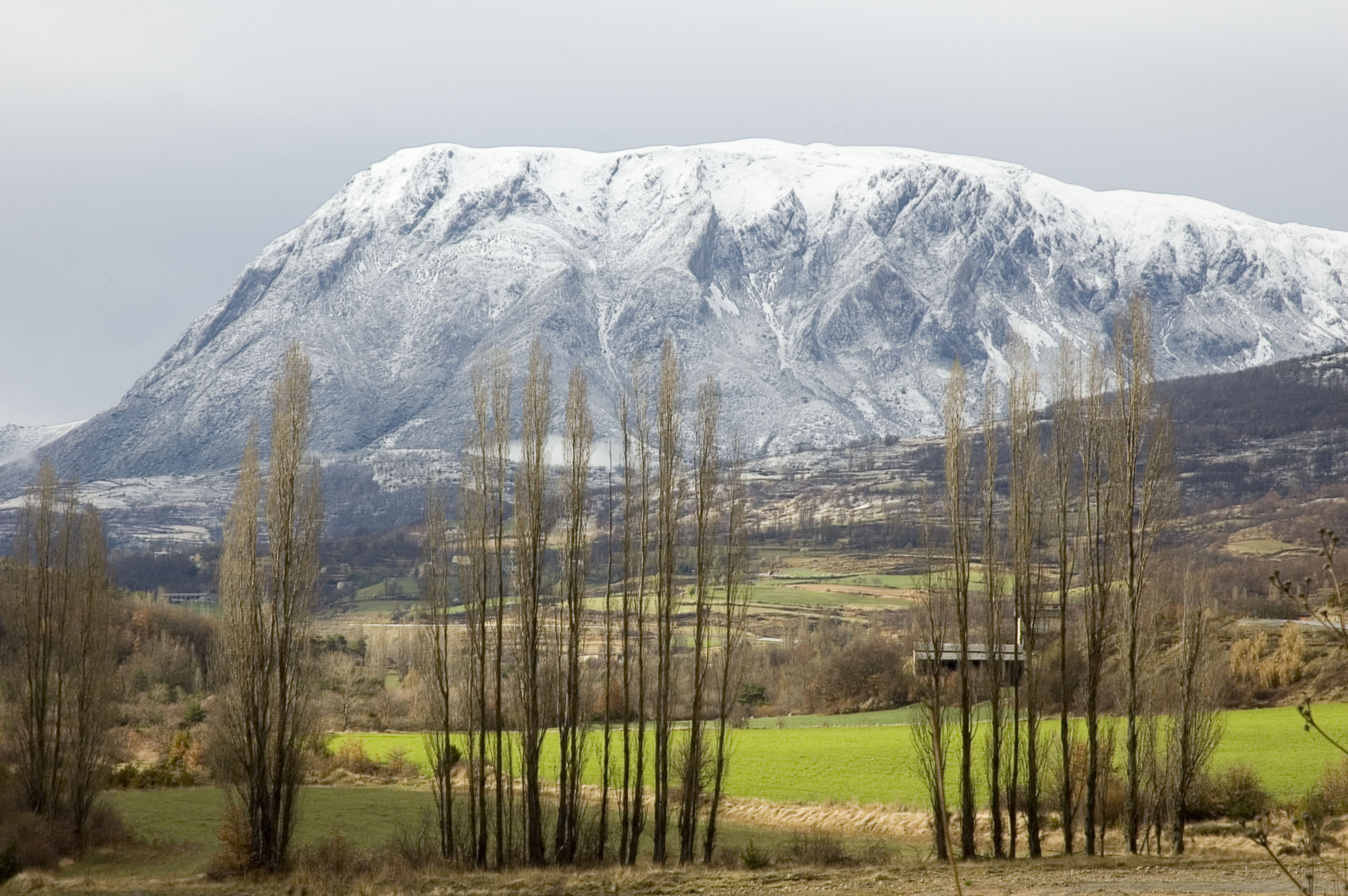
El Turbó
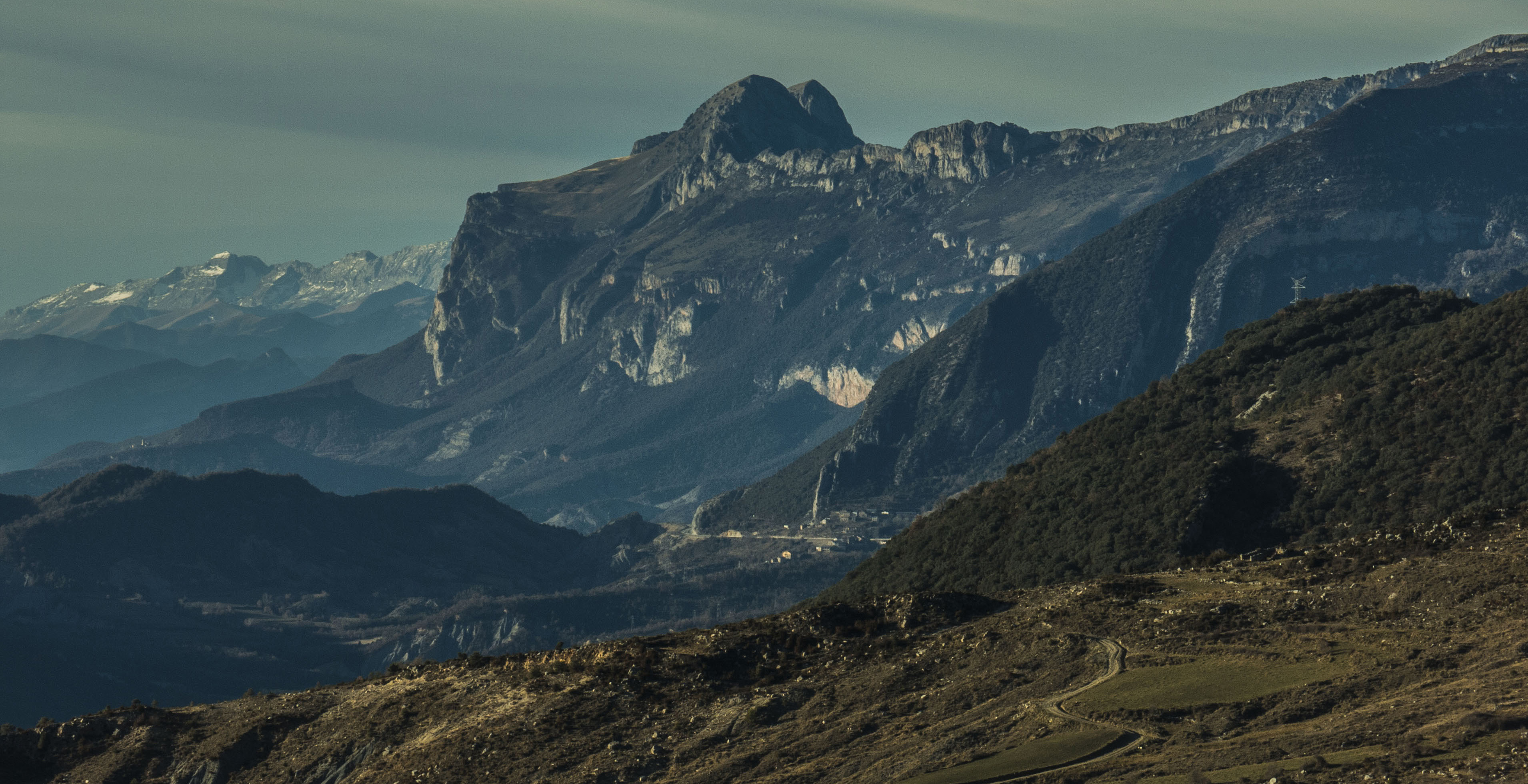
Penya Montanyesa, a la Serra Ferrera, al Sobrarb